# Herbert Kranz
Herbert Karl Ludwig Kranz, Pseudonym Peter Pflug (* 4. Oktober 1891 in Nordhausen; † 30. August 1973 in Braunschweig) war ein deutscher Schriftsteller.

## Leben
Nach dem Abitur 1910 am Städtischen Reform-Realgymnasium in Berlin-Wilmersdorf studierte er in Berlin und Leipzig Germanistik, Philosophie und Geschichte. Mit Beginn des Ersten Weltkrieges meldete er sich als Freiwilliger, wurde aber zwei Jahre später wegen Krankheit als Leutnant d. R. entlassen. Danach heiratete er Ulrike Reck. Nachdem er 1918 als wissenschaftliche Hilfskraft beim Jugendamt angefangen hatte, nahm er neben eigener literarischer Tätigkeit mit diversen Veröffentlichungen auch mehrere Anstellungen im Literaturbereich an. So wirkte er als Regisseur 1920 am Düsseldorfer Schauspielhaus und 1923 in den Niederlanden. Seit 1925 arbeitete er zunächst als freier Mitarbeiter, dann als Redakteur bei der Rhein-Mainischen-Volkszeitung in Frankfurt am Main, die zur Verlagsgruppe Herder gehörte, und produzierte seit 1927 als deren Beilage die Kinderzeitung Weg in die Welt. 1930–1933 war er Professor für Deutsch an der Pädagogischen Akademie Halle (Saale) in der Lehrerausbildung, ohne selbst ein Lehrerexamen zu haben.
Nach der Machtergreifung Hitlers wurde er 1933 wegen seiner liberalen Einstellung von der Hochschule entlassen. Er fand eine Anstellung als Lokalredakteur bei der Frankfurter Zeitung und parallel dazu beim Illustrierten Blatt. Gleichzeitig betätigte er sich als freier Schriftsteller. So verfasste er 1941 mit dem Buch Hinter den Kulissen ein antisemitisch gefärbtes Pamphlet über die französische Politik von 1933 bis 1940. 1943 wurde die Frankfurter Zeitung eingestellt und er erhielt wegen seines Dramas Der Ritt mit dem Henker Berufsverbot wegen politischer Unzuverlässigkeit durch den Reichsverband der Deutschen Presse, woraufhin ihn auch die Illustrierte entließ. Sein Buch Zeugnis der Zeiten wurde allerdings von Alfred Rosenbergs „Hauptamt Schrifttum“ für NS-Büchereien empfohlen.
Nach dem Krieg lebte er als freier Schriftsteller in Vachendorf, Stuttgart, Gebersheim und seit 1970 in Königstein im Taunus. Bei einem Besuch bei der Familie seines Sohnes Peter (* 1919) in Braunschweig starb Herbert Kranz 1973. Sieben Jahre später starb seine Frau Ulrike, geborene Reck, die ihn auf mehreren Reisen zwecks Recherchen begleitet hatte.

## Werke

### Ubique-Terrarum-Romane
Seine größten schriftstellerischen Erfolge feierte Herbert Kranz auf dem Gebiet der Kinder- und Jugendliteratur. Mit 60 Jahren begann er seinen erfolgreichsten Romanzyklus rund um die fiktive Gesellschaft Ubique Terrarum (lateinisch: „überall auf der Welt“). Diese 10-bändige Reihe beschreibt die Abenteuer und Erlebnisse einer sechsköpfigen Gruppe von Männern (ein Engländer namens Stephen Slanton – der Chef, ein Ire namens Patrick Cromby – Plumpudding, zwei Franzosen : erstens Cyprian Bombardon – als Koch Neunauge, zweitens Gaston von Montfort, Ehrenritter des Souveränen Malteserordens und Graf von Darifant – der Graf, zwei Deutsche, nämlich Dr. Peter Geist – genannt GG, der Große Geist (in vieler Hinsicht angeregt durch den Hallenser Pädagogen Adolf Reichwein) sowie sein Freund Bertram Kunke, als 'Figur' und ab Band 6 statt seiner der junge Inder Tschandru-Singh). Die Geschichten spielen unter anderem in Afghanistan, Brasilien, den USA, einer Karibikinsel, auf Grönland, in Malaysia, auf Sardinien, in Marokko, im Libanon und in Südfrankreich. Kranz war es wichtig, dass seine Hauptperson kein omnipotenter Held ist, sondern ein Team, bei dem sich die Fähigkeiten und Unzulänglichkeiten der Einzelnen gegenseitig ausgleichen.
Das Team wird zu Expeditionen in alle Welt geschickt, teils um nach Bodenschätzen zu suchen, öfter aber, um Menschen in einer Notlage zu helfen. Im ersten Band der Serie wird der erste Auftrag der Männer geschildert, die erst in vielen Konflikten erkennen, dass sie einander bedingungslos vertrauen können. Die Serie endet, weil die Männer Ubique Terrarum verlassen, um den Radscha eines malayischen Staates beim Aufbau der Verwaltung seines Landes nach der Unabhängigkeit zu unterstützen.
Die Romane entstanden zwischen 1953 und 1958 und erschienen erstmals alle bei Herder in Freiburg. Alle Romane enthalten einen, zu jener Zeit bei Jugendliteratur nicht üblichen, alphabetischen Anhang zu den beschriebenen Ländern, Orten, Personen und Ausdrücken. Sein Enkel Georg Kranz gab die Serie von 2004 bis 2010 als Taschenbücher mit aktualisiertem Glossar neu heraus.
| - Band 1: In den Klauen des Ungenannten, ISBN 3-8330-1045-2. - Band 2: Im Dschungel abgestürzt, ISBN 3-8334-0779-4. - Band 3: Tod in der Skelettschlucht, ISBN 3-8334-1825-7. - Band 4: Schuldlos unter Schuldigen, ISBN 978-3-8370-1567-6. - Band 5: Flucht zu den Eishai-Jägern, ISBN 978-3-8370-1769-4. | - Band 6: Befehl des Radscha, ISBN 978-3-8370-6967-9. - Band 7: Die Insel der Verfolgten, ISBN 978-3-8370-8340-8. - Band 8: Die Nacht des Verrats, ISBN 978-3-8370-9270-7. - Band 9: Das Haus der sieben Türme, ISBN 978-3-8391-6922-3. - Band 10: Das Zeichen der Schlange, ISBN 978-3-8423-3656-8. |

### Kinderbücher
- Schnucki-Has und Miesemau. 1929.
- Mit Vollgas (unter dem Pseudonym Peng), 1929.
- Lampes Wochenende (Pseudonym: Peng), 1930.
- Die lieben Tiere. 1934.
- Bei den Oster-Hasen. 1934.
- Kasper kommt vor Gericht. 1934.
- Häschen Klein ging allein …, Verse 1935.
- Hänschen Didelhänschen!, Kinderreime 1935.
- So fahren wir. 1937.
- Die tolle Autofahrt. 1938.
- Putzi. 1938
- Von Mutz und Stropp und dem Häslein Hopp-Hopp. 1938.
- Der Geburtstag Verse. 1939.

### Historische Erzählungen
Dazu gehört u. a. die Reihe „Die Stimme der Vergangenheit“ (1960–1964), erschienen ebenfalls bei Herder in Freiburg. Jeweils eine historische Persönlichkeit ist die Hauptperson eines jeden Buches.
- Band 1: Der Weg in die Freiheit (über Carl Schurz), 1960.
- Band 2: Der Sohn des Löwen (über Heinrich den Löwen), 1961.
- Band 3: Der Richter vor Gericht (über Johannes Kepler), 1961.
- Band 4: König auf Zeit (über Scipio den Jüngeren), 1962.
- Band 5: Der Thronfolger (über Prinz Akbar), 1963.
- Band 6: Der dritte Präsident (über Präsident Thomas Jefferson), 1964.

### Reihe „Wagnis und Abenteuer“
Klassische internationale Romane in freier Nacherzählung für die Jugend
- Verschleppt, nach Robert Louis Stevensons Kidnapped, Volker-Verlag, Köln 1934.
- Sein Freund, der Seeräuber, nach Daniel Defoes Captain Singleton, Herder Freiburg 1964.
- Robin der Rote, nach Walter Scotts Rob Roy, Herder Freiburg 1965.
- Der Elfenbeinthron, nach einer persischen Heldensage von Firdausi, Herder Freiburg 1966.
- Nordturm hundertfünf, nach Charles Dickens’ A Tale of Two Cities, Herder Freiburg 1967.
- Der abenteuerliche Simplicissimus, nach Hans Jakob Christoffel von Grimmelshausen, Herder Freiburg 1967.
- Flucht aus Venedig, nach James Fenimore Coopers The Bravo, Herder Freiburg 1965.
- Alle Mann an Deck!, nach Herman Melvilles White-Jacket, Herder Freiburg 1968.

### Weitere Werke über historische Themen
- Das Buch vom deutschen Osten – Erzählte Geschichte, Schwarzhäupter, Leipzig 1939.
- Hinter den Kulissen der Kabinette und Generalstäbe – Eine französische Zeit- und Sittengeschichte 1933–1940. Verlag die Zeil, Frankfurt 1941.
- Das deutsche Schicksal und der Osten, Schwarzhäupter, Leipzig 1942.
- Retter des Stammes. Ein Indianerbuch. Don Bosco-Verlag, München 1950/1951; Herder, Freiburg 1960/1962/1966.
- Zeitung Funk und Film. Don Bosco, München 1953.
- Die Fundgrube. Knecht-Verlag, Frankfurt 1957, 1958, 1960, 1965.
- Der junge König – Erzählte Geschichte. Franckh Stuttgart 1959, 1962, 1970.
- Der alte Fritz – Erzählte Geschichte. Franckh Stuttgart 1959, 1970; Kosmos, Stuttgart 1980.
- Bismarck und das Reich ohne Krone, Franckh Stuttgart 1960.
- Schwarzweißrot und Schwarzrotgold, Franckh Stuttgart 1961.
- Das Ende des Reichs, Franckh Stuttgart 1961.
- Der Engel schreibt’s auf. Knecht-Verlag, Frankfurt 1963.

### Theaterstücke
- Der kerngesunde Kranke (basierend auf dem Stück Der eingebildete Kranke), unter dem Pseudonym Peter Pflug
- Der Ritt mit dem Henker Schauspiel in drei Akten, Wiking Verlag, 1943

## Übersetzungen
- aus dem Niederländischen: Paul Biegel: Ich will so gerne anders sein. Verlag Freies Geistesleben, Stuttgart 2014, ISBN 978-3-8251-7807-9. Erste Auflage bei Herder, Freiburg 1969.

## Belege
1. ↑  Biografie. Abgerufen am 4. April 2020.
2. ↑  Kräm – Marp. In: Wilhelm Kühlmann (Hrsg.): Killy Literaturlexikon: Autoren und Werke des deutschsprachigen Kulturraumes. 2. Auflage. Band 7. Walter de Gruyter, 2010, ISBN 978-3-11-022049-0, S. 15–16 (714 S., eingeschränkte Vorschau in der Google-Buchsuche).
3. ↑  Siebenhundert Bücher für nationalsozialistische Büchereien Zusammengestellt vom Hauptamt Schrifttum, Zentralverlag der NSDAP., Franz Eher Nachf. München, 1944.
4. ↑  ubique-terrarum.net

| Personendaten    | Personendaten                                                             |
| ---------------- | ------------------------------------------------------------------------- |
| NAME             | Kranz, Herbert                                                            |
| ALTERNATIVNAMEN  | Kranz, Herbert Karl Ludwig (vollständiger Name); Pflug, Peter (Pseudonym) |
| KURZBESCHREIBUNG | deutscher Schriftsteller                                                  |
| GEBURTSDATUM     | 4. Oktober 1891                                                           |
| GEBURTSORT       | Nordhausen                                                                |
| STERBEDATUM      | 30. August 1973                                                           |
| STERBEORT        | Braunschweig                                                              |